# شارلوته هوكينز براون
شارلوته هوكينز براون (بالإنجليزية: Charlotte Hawkins Brown)‏ هي مربية أمريكية، ولدت في 11 يونيو 1883 في هندرسون في الولايات المتحدة، وتوفيت في 11 يناير 1961 في غرينزبورو في الولايات المتحدة.

## النشأة
وُلِدت شارلوتة هوكينز براون في مدينة هندرسون، كارولاينا الشمالية، في 11 يونيو، 1883، من أمٍ تدعى كارولاينا فرانسيس وأبٍ منفصل عنها. تُعتبر حفيدة عبيد سابقين، فقد وُلدت في زمن كانت فيه أعداد كبيرة من الأمريكيين من أُصول أفريقية تشد رحالها نحو الشمال. انتقلت إلى كامبردج، ماساتشوستس، في عمر مبكر، حيث تمت تربيتها وتعليمها.
التحقت شارلوتة بمدرسة عامة، برفقة شقيقها، مِنغو. وتمَّ اختيارها كمتحدثة في أول تَخَرُّج لها والتحقت بعد ذلك بثانوية كامبردج الإنجليزية. كانت براون متفانية في تعليمها وقررت الالتحاق بمدرسة سالم الحكومية الاعتيادية، على الرغم من تردد والدتها. بدأت عضوة مجلس التعليم في ماساتشوستس أليس فريمان بالمر بدفع جميع نفقاتها الدراسية، بعد أن التقيتا بالصدفة وأُذهِلَت بالمر بمدى تفاني براون.

## المسيرة المهنية
بعد عامِ على التحاقها بالكلية، تَمَّ توظيف براون للعمل في مؤسسة بيثَنِي، مدرسة ريفية خاصة بالأطفال الأمريكان من أصول أفريقية، في بلدة سيداليا، كارولاينا الشمالية. وصلت براون إلى المدرسة، التي كانت تديرها الجمعية التبشيرية الأمريكية، في 1901 لتجدها تفتقر بشدَّة إلى المصادر.
عندما قررت الجمعية التبشيرية الأمريكية إغلاق المدرسة بعد عام من ذلك، قررت براون إنشاء مدرسة خاصة بها. واستمرت براون في جمع الأموال، على الرغم من بداياتها المتواضعة النابعة من كُوخِ حَدَّاد، فحصلت في نهاية المطاف على 200 فدان وشيدت مبنيين جديدين في الحرم الخاص بها. أُطلق على المدرسة أسم مؤسسة بالمر التذكارية، تكريماً لأليس فريمان بالمر، حيث كانت مدرَسَةً نهارية وداخلية بالنسبة للأمريكيين من أصل أفريقي. عملت براون بلا كلل ولا ملل لإقامة ملاذٍ آمنٍ للشباب الأمريكي الأفريقي، فقد شكلت مجلس الأُمناء الخاص بمؤسسة بالمر ميموريال بالكامل من أعضاء أمريكيين من أصل أفريقي. وكانت المؤسسة أحد المدارس القليلة في كارولاينا الشمالية التي تقدم برامج تحضيرية للجامعات.
وفي عشرينات القرن الماضي، أصبحت مؤسسة بالمر ميموريال مثالاُ على المدرسة الداخلية الناجحة والراسخة مستقطباً طلابا من كافة أرجاء البلاد، الذين أستمر العديد منهم حتى أصبحوا مربِّين. وقد حضت براون باهتمامٍ على مستوى البلاد نتيجة لجهودها، إذ أصبحت تلقي محاضرات حول البلاد وحصلت على عدة شهاداتٍ فخرية. وفي عام 1941، نَشَرت كتاب الصواب في الفعلِ--والقولِ--واللبسِ (The Correct Thing To Do--To Say--To Wear)، مدونة بذلك الكثير من مقولاتها وفلسفاتها التعليمية. واستمرت في إدارة المدرسة حتى تقاعدت عام 1952.
إضافة إلى عملها في مؤسسة بالمر، كانت براون نشطة على صعيد الجهود الوطنية الهادفة إلى الزيادة من فرص الأمريكيين من أصل أفريقي، بما فيها اللجنة الجنوبية للتعاون بين الأعراق والرابطة التجارية الخاصة بالزنوج. وكانت أول أمريكية من أصول أفريقية يتم ترشيحها للمجلس الوطني التابع لجمعية الشابات المسيحيات (YWCA). وكانت عضوا فخرياً في نادي ألفا كابا ألفا.

## إرثها
توجد بحوث براون في معهد رادكليف للدراسات المتقدمة في جامعة هارفارد
تحولت مباني الحرم المُرَمَّمة التابعة لمؤسسة بالمر ميموريال لتصبح الآن متحف شارلوتة هوكينز براون، مما يشكل رابطا بين براون ومؤسسة بالمر ميموريال وبين مواضيع أكبر متعلقة بالمرأة الأمريكية الأفريقية، والتعليم، والتاريخ الاجتماعي، مع التأكيد على مساهمة المواطنين الأمريكيين من أصل أفريقي في التعليم في كارولاينا الشمالية. ويقع مركز زوار المتحف في كوخ كاري إم. ستون للمعلمين (1948)، ويحتوي على معروضات عن براون، والمؤسسة والتعليم الأمريكي الأفريقي في كارولاينا الشمالية. وهناك أيضا فيديو عن المدرسة. يمكن للزوار التجول في مَسكن براون، المعروف باسم كوخ الكناري، الذي تم تأثيثه ليعكس مظاهر أربعينات وخمسينات القرن العشرين، أي عندما كانت المدرسة في أحسن أحوالها.   كما يمكن مشاهدة العديد من مساكن الطلبة، وقاعة الطعام، وبرج الجرس، وعدد من أكواخ المعلمين.